# میخال کادلتس
میخال کادلتس (چکی: Michal Kadlec؛ زادهٔ ۱۳ دسامبر ۱۹۸۴) بازیکن فوتبال اهل جمهوری چک است. همچنین پست تخصصی او مدافع است.

## تیم ملی
وی سابقه ۶۷ بازی ملی برای تیم ملی فوتبال جمهوری چک در کارنامه دارد.

## افتخارات

### باشگاهی
اسپارتا پراگ
- لیگ برتر فوتبال جمهوری چک: ۰۵–۲۰۰۴، ۰۷–۲۰۰۶
- جام حذفی فوتبال جمهوری چک: ۰۶–۲۰۰۵، ۰۷–۲۰۰۶

فنرباغچه
- سوپر لیگ فوتبال ترکیه: ۱۴–۲۰۱۳
- سوپر جام فوتبال ترکیه: ۲۰۱۴